# Тодор Павлов (дипломат)
 Тази статия е за дипломата.  За философа, политик комунист вижте Тодор Павлов.  
Тодор К. Павлов е български и революционер, деец на Вътрешната македоно-одринска революционна организация, мирски съветник при Българската екзархия, дипломат.

## Биография
Роден е в 1878 година в Скопие, тогава в Османската империя (днес в Северна Македония). В 1895 година завършва с десетия випуск Солунската българска мъжка гимназия. Завършва право в Лозанския университет, и в Цариградския университет. Учителства във Велес, Крушево, Скопие и други селища. Влиза във ВМОРО. По време на Илинденско-Преображенското въстание е член на Крушевското горско началство.
След Младотурската революция в 1908 година става деец на Съюза на българските конституционни клубове и е избран за делегат на неговия Учредителен конгрес от Цариград. На изборите през ноември-декември заедно с Панчо Дорев е избран за представител на Скопския санджак в Османския парламент от СБКК. През септември 1909 година е назначен за мирски съветник при Българската екзархия. В 1910 година протестира заедно с другите български депутати Димитър Влахов и Христо Далчев (без Дорев) против поведението на младотурския режим към българското население. На 20 юли 1910 година отправя мемоар към великия везир Ибрахим Хакъ паша по повод обезоръжителната акция. През март 1911 година заедно с Далчев е представител на Екзархията в комисията, образувана от представители на различните патриаршии, която има за задача да защитава училищните привилегии на християнското население. През 1911 година Павлов подкрепя активно инициативата за създаване на легална политическа партия на българите в Османската империя – проект, който пропада поради засилването на политическото напрежение и избухването на Балканската война. На изборите през април 1912 година отново е избран от листата на Либералния съюз за представител на Солун в Османския парламент, чийто мандат продължава до август.
След злощастния за България край на Междусъюзническата война в 1913 година Павлов участва в опита за уния на Националния съюз като подходяща форма за съпротива срещу сърбизирането и елинизирането на българите в Македония. Оглавява специална делегация, която на 7 август се среща с австро-унгарския пълномощен министър граф Адам Тарновски, посетен на 2 август със същата мисия от делегация начело с Александър Балабанов, и отново заявява, че македонските българи, предвид тежкото си положение, са готови да преминат към католицизма, за да се запазят народностно. Тарновски е помолен да вземе под покровителство македонските българи и да ги защитава от сръбските и гръцките репресии. Делегацията получава отговор, че унията трябва да се извърши от духовните власти и Австро-Унгария не може да се намеси.
Същия месец Централният комитет на ВМОРО опълномощава проф. Александър Балабанов, проф. Иван Георгов и Тодор Павлов да посетят европейските столици, за да могат да запознаят властите и общественото мнение с положението на българското население под сръбска и гръцка власт и да пропагандират идеята за даване на автономия на Македония. Тримата посещават Санкт Петербург, Виена, Берлин и Лондон, свързват се с местни политически кръгове и посещението на делегацията е отразено в печата. Във Виена е организиран митинг на 22 август, ръководен от Леополд Мондъл, на който се приема резолюция, апелираща към Великите сили да се застъпят за премахване на Букурещката неправда. Делегацията е приета от външния министър граф Леополд Берхтолд, който им обещава, че австро-унгарското правителство ще съдейства за ревизия на Букурещкия договор. Френският пълномощен министър в София Панфю обаче им заявява: „Автономията беше възможна веднага след Люлебургаския бой. Сега чия войска ще изгони Сърбия и Гърция от Македония.“
От 19 май 1914 до 9 октомври 1915 година заема български дипломатически постове в Албания. В Албания като пълномощен министър в Тирана на 11 декември 1913 г. пише писмо до Михаил Маджаров, в което му съобщава, че намира пълно разбиране и подкрепа от страна на албанските официални среди, което е гаранция да бъдеща съвместна дейност. Като генерален консул във Валона, заедно с назначения за архиерейски наместник в Албания Търпо Поповски и за главен учител Павел Христов, както и с Григор Ошавков и Коста Мирчев, се опитва да изправи на крака българското учебно дело в останалите в Албания български села в Дебърско и в селищата с големи български колонии – Шкодра и Корча.
На Учредителния събор на македонските бежански братства, провел се от 22 до 25 ноември 1918 година в София, е избран за член-съветник на Изпълнителния комитет на Съюза на македонските емигрантски организации. Комитетът изпраща през февруари 1919 година до Парижката мирна конференция „Мемоар“, в който се иска присъединяване на Македония към България или, ако това е невъзможно – Самостоятелна Македония под покровителството на Великите сили.
Избран е от Министерския съвет заедно с Атанас Шопов да участват в комисия по изработването на мемор върху националните искания на България. Дипломат е в Османската империя (12 март 1921 – 7 март 1922) и Унгария (6 ноември 1924 – 26 август 1927). Той е и пълномощен министър в Турция (1927 – март 1933). Член-учредител е на Македонския научен институт.
След присъединяването на по-голямата част от Вардарска Македония към България през април 1941 година е назначен за областен управител на Битолска област.
Според Николай П. Николаев, Павлов е директор на печата в Министерството на външните работи и масон.
Умира в София в 1948 година.